# Biblioteca del Congrés dels Estats Units
La Biblioteca del Congrés dels Estats Units (Library of Congress en anglès), situada a Washington DC, és la biblioteca nacional del país i arxiu administratiu del Congrés. Va ser fundada pel president John Adams el 24 d'abril de l'any 1800, al mateix temps que es traslladava la seu del govern des de Filadèlfia a Washington, i es troba distribuïda en tres edificis: l'Edifici Thomas Jefferson, l'Edifici John Adams i l'Edifici James Madison. És una de les biblioteques més grans del món amb més de 138 milions de documents, dels quals més de deu milions són en llengua catalana.

## Característiques
La Biblioteca del Congrés és coneguda arreu del món, com la biblioteca nacional dels Estats Units, malgrat que la funció oficial és la de servir al Congrés dels Estats Units com a biblioteca legislativa i centre de recerca.
La biblioteca posseeix la major col·lecció de materials escrits en idioma rus fora de Rússia (més de 750 000 i la més completa col·lecció de materials (llibres, revistes, periòdics, mapes, manuscrits, fotografies, pòsters, enregistraments, música, etc.) sobre Llatinoamèrica, el Carib, i la península ibèrica (10 milions).
En la col·lecció de la Divisió de Llibres Estranys i Manuscrits es troben:
- El llibre més petit de la biblioteca és el “Old King Cole”, que mesura 1/25’’ × 1/25’’, aproximadament la grandària del punt al final d'aquesta oració. Les seves pàgines només poden fullejar-se amb l'ajuda d'una agulla.

- El llibre més gran de la biblioteca, que mesura 1,52 × 2,13 m i conté imatges a color de la nació surasiática de Bhutan. Amb l'ajuda de l'empresa Microsoft, un equip d'estudiants de l'Institut Tecnològic de Massachusetts va registrar la vida i la cultura antigues en aquest país, gravant 40 000 imatges digitals, que van ser lliurades a l'Arxiu Nacional de Bhutan. Una còpia del llibre d'imatges va ser donada a la Biblioteca del Congrés. (152 × 213 cm)

- El material escrit més antic a la biblioteca, és una tauleta cuneïforme que data del 2040 a.C.

- Els documents de 23 presidents estatunidencs, des de George Washington fins a Calvin Coolidge.[3]

## Història

### Orígens i contribució de Jefferson (1800-1851)

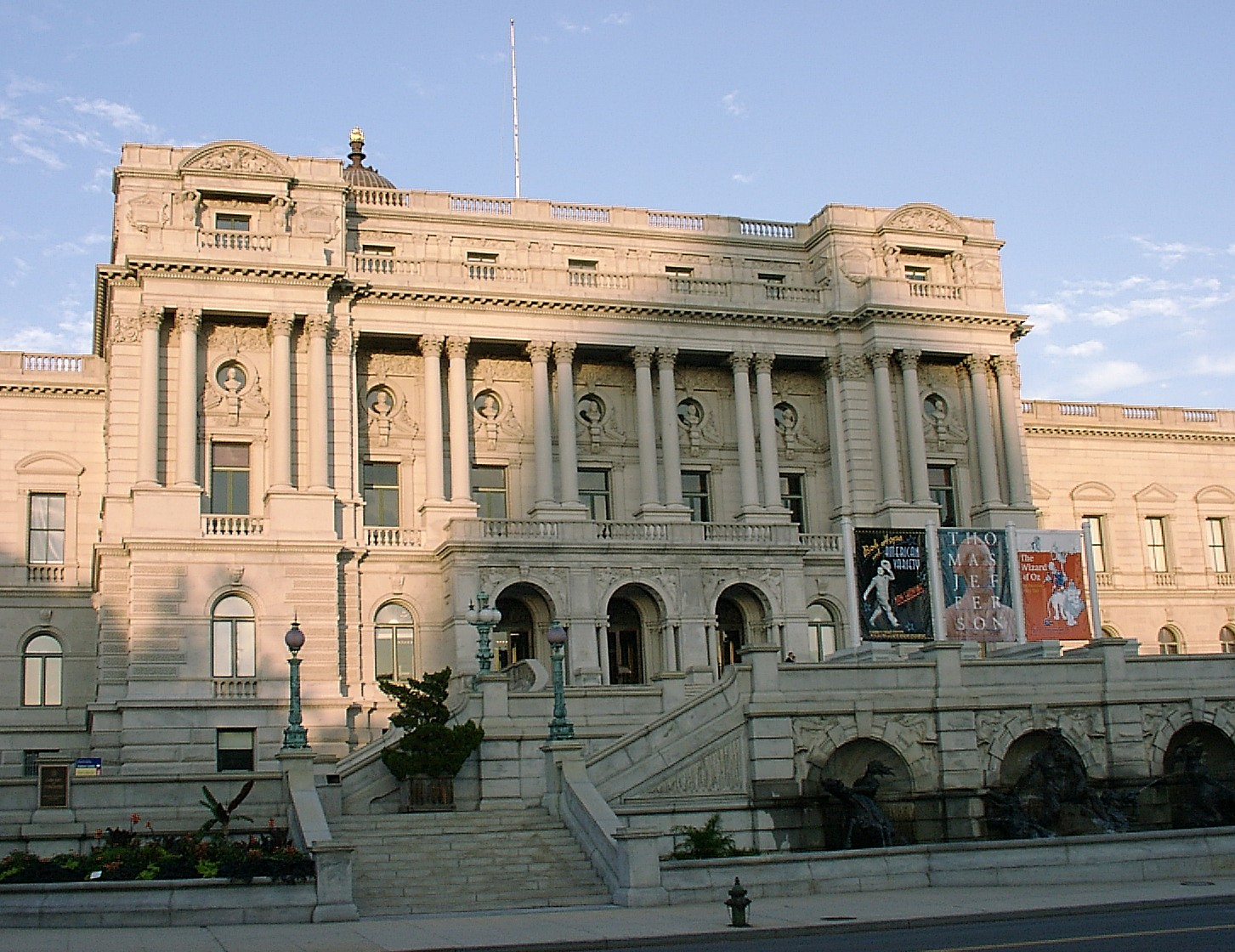
L'edifici Thomas Jefferson, el més antic dels tres edificis de la Biblioteca del Congrés.

La Biblioteca del Congrés es va fundar el 24 d'abril de 1800, pel president John Adams, quan va signar un acte del Congrés, per transferir la seu del govern de Filadèlfia a la nova capital de l'estat, Washington. La llei que va establir la biblioteca també preveia 5.000 dolars per a la compra de llibres útils al Congrés dels Estats Units. Es van demanar documents a Londres i la col·lecció, formada per 740 llibres i tres mapes, es va instal·lar al Capitoli el 1801.
La col·lecció cobria una gran varietat de temes, però la major part del material era de naturalesa legal, que servia al Congrés per establir lleis. El 26 de gener de 1802, el president Thomas Jefferson signa la llei que estableix la missió d'aquesta nova institució. A partir d'aleshores, un bibliotecari de la Library of Congress designat pel president està al capdavant de la biblioteca. El pressupost i els diferents reglaments són competència del Parlament a través de la Comissió Paritària de Biblioteques. El préstec de llibres es va concedir al president i al vicepresident i després es va estendre als membres de diverses institucions federals. Més enllà del marc legal, Thomas Jefferson va invertir especialment en la vida d'aquesta institució perquè considerava que era un aspecte important de qualsevol societat democràtica i com a tal comptava amb una gran col·lecció de llibres. Durant la seva presidència, es va implicar personalment a recomanar que la biblioteca comprés llibres. Quan les tropes britàniques van envair Washington i van cremar el Capitoli i les 3.000 obres que hi havia, es va oferir a vendre la seva col·lecció personal de 6.487 llibres a la biblioteca. Aquesta compra va ser acceptada l'any 1815 per la suma de 23.940 dolars.
Aquesta compra duplica el nombre de llibres i també amplia les matèries que tracta la biblioteca com ara dret, economia o història. A aquests s'hi afegeixen obres sobre arquitectura, art, ciència, literatura i geografia, temes poc utilitzats en el passat. Aquesta nova col·lecció no només conté llibres en anglès, sinó també en francès, espanyol, alemany, llatí, grec i rus.

### Decadència (1851-1865)

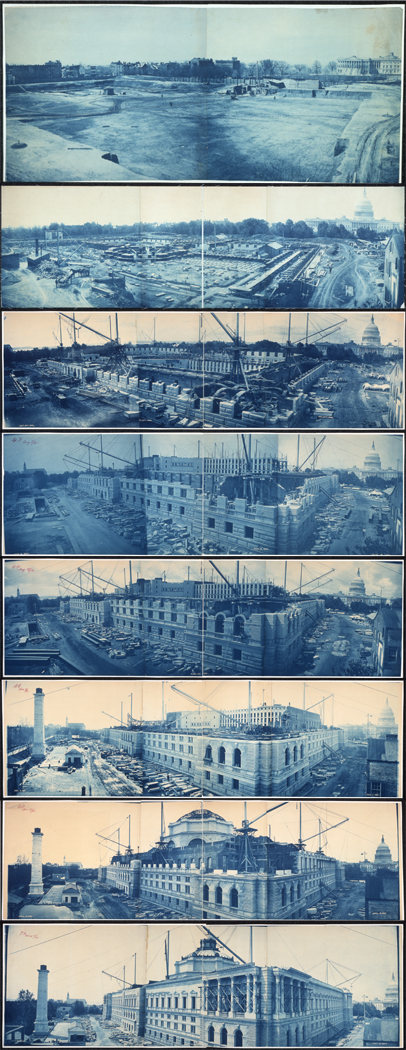
Etapes de la construcció de l'edifici Thomas Jefferson, del 8 de juliol de 1888 al 15 de maig de 1894.

El període d'abans de la guerra va ser difícil per a la biblioteca. A principi de la dècada de 1850, el bibliotecari de l'Smithsonian, Charles Coffin Jewett, va intentar convertir aquesta última en la biblioteca nacional dels Estats Units. Però aquest desig és bloquejat pel secretari de l'Smithsonian, Joseph Henry, que vol que la seva institució es recentri en la recerca científica i la publicació. També considera que el paper de la biblioteca nacional hauria de recaure en la Biblioteca del Congrés. El 10 de juliol de 1854, Henry va acomiadar Jewett i així va acabar amb la possibilitat de l'Smithsonian d'esdevenir la biblioteca nacional dels Estats Units i el 1866, les 40.000 obres de l'Smithsonian van ser traslladades a la Biblioteca del Congrés.
El 24 de desembre de 1851, un gran incendi va destruir 35.000 llibres, o aproximadament dos terços de la col·lecció. Alguns d'aquests llibres formaven part de la transferència original de Jefferson. Un congrés de 1852 va concedir 168.700 dòlars per reemplaçar els llibres perduts, però no per adquirir nous documents. Això estava en línia amb la política de conservació del bibliotecari de l'època, John Silva Meehan i el president del Comitè Conjunt, el senador James Pearce, que van preferir limitar les activitats de la biblioteca. El 1857, el Congrés va deixar de prestar documents al públic, en considerar que aquesta competència requeia en el Ministeri de l'Interior i el seu programa d'intercanvi de llibres. Al final de la Guerra Civil, la Biblioteca del Congrés comptava amb una plantilla de set persones per a una col·lecció de 80.000 volums.
Després de la Guerra Civil i amb el creixement econòmic la biblioteca va començar a créixer de forma considerable. El 1870 s'hi centralitza el registre de drets d'autor dels Estats Units, que esdevé una part fonamental del creixement de la biblioteca.

### Ampliacions amb Spofford (1865-1897)
La Biblioteca del Congrés es va reafirmar durant la segona meitat del segle xix sota el lideratge del bibliotecari d'Ainsworth Rand Spofford, que la va dirigir de 1865 a 1897.
Entre 1865 i 1870, el Congrés va recaptar fons per a la construcció de l'edifici Thomas Jefferson. Va posar tots els procediments de drets d'autor i les activitats de dipòsit sota el control de la biblioteca i va restablir l'intercanvi internacional de llibres. La biblioteca també va adquirir les col·leccions de les biblioteques de l'Smithsonian i les de l'historiador estatunidenc Peter Force, reforçant així notablement les col·leccions científiques i americanes. Abans de 1876, la Biblioteca del Congrés tenia 300.000 volums i tenia una estreta relació amb la Biblioteca Pública de Boston. Junts van constituir la biblioteca nacional més grossa. Quan la Biblioteca del Congrés es va traslladar de l'edifici del Capitoli a la nova seu el 1897, comptava amb més de 840.000 volums, inclosos un 40% adquirits mitjançant dipòsit legal. Un any abans que la biblioteca es traslladés, una comissió va auditar l'estat de la biblioteca i elaborar un pla per un futur creixement i reorganització. Spofford i sis experts, inclosos Herbert Putnam i Melvil Dewey de la Biblioteca de l'Estat de Nova York enviats per l'Associació Americana de Biblioteques, destaquen la importància de fer-ne una biblioteca nacional. El 1897, la biblioteca es va incorporar a l'edifici Thomas Jefferson.

### Després de la reorganització (1897-1939)
La Biblioteca del Congrés, estimulada per la reorganització de 1897, va començar a créixer més ràpidament. El successor de Spofford, John Russell Young, al càrrec durant dos anys, en va revisar l'administració i va utilitzar les seves connexions com a antic diplomàtic per adquirir documents d'arreu del món. Va establir els programes de primers auxilis per a persones cegues i discapacitades. Herbert Putnam va exercir com a bibliotecari de 1899 a 1939. Va ocupar el càrrec dos anys abans que la biblioteca va esdevenir la primera dels Estats Units amb un milió de volums. Durant el seu mandat, va centrar els seus esforços en l'accessibilitat i la utilitat de la biblioteca per al públic. També va posar en marxa un servei de préstec interbibliotecari.

### Història contemporània (des de 1939)
El president Franklin D. Roosevelt va nomenar Archibald MacLeish com a successor de Putnam el 1939. Archibald MacLeish va servir des de 1939 fins a 1944 i es va convertir en el bibliotecari més reconegut del Congrés. Va animar els bibliotecaris a oposar-se al totalitarisme en nom de la democràcia i va dedicar la Sala de lectura sud de l'edifici Adams a Thomas Jefferson. Va demanar a l'artista Ezra Winter que hi pintés quatre parets temàtiques. També va crear una «cambra de la democràcia» a la sala de lectura principal de l'edifici Jefferson per a documents importants com la Declaració, la Constitució i els documents federals. La Biblioteca del Congrés va ajudar en l'esforç de guerra, emmagatzemant la Declaració d'Independència, la Constitució dels Estats Units a Fort Knox i les dades meteorològiques sobre l'Himàlaia per als pilots de la Força Aèria. Mac Leish va dimitir el 1944 el càrrec de vicesecretari d'Estat.
Després de les dues guerres mundials, la Biblioteca del Congrés adquireix un nou rol internacional i passa a formar part d'una evolució cap a la tecnologia i la defensa dels drets humans i, gràcies a això, aconsegueix un augment de pressupost molt important que la impulsa a esdevenir en la biblioteca que coneixem avui en dia. El president Harry Truman va nomenar Luther H. Evans bibliotecari del Congrés. Evans, en el càrrec fins al 1953, es va dedicar a les adquisicions de biblioteques, a la catalogació i als serveis bibliogràfics. Es va dedicar especialment al desenvolupament de les missions de la Biblioteca del Congrés arreu del món: La missió de San Francisco va permetre als bibliotecaris del Congrés participar en la reunió de les Nacions Unides; la missió a Europa per adquirir publicacions europees per a biblioteques americanes; la missió al Japó per ajudar a establir la Biblioteca Nacional de la Dieta. El 1953, Lawrence Quincy Mumford va succeir a Evans, càrrec que va ocupar fins al 1974. Va ser durant aquest període quan es va commençar la construcció del James Madison Memorial, el tercer edifici de la Biblioteca del Congrés. Mumford, gràcies a un augment del pressupost, va poder crear nous centres d'adquisició a l'estranger, sobretot al Caire i Nova Delhi.
L'any 1967, la biblioteca va començar a desenvolupar tècniques de conservació de llibres a través de l'Oficina de Conservació. A poc a poc va esdevenir la biblioteca de recerca i conservació més important dels Estats Units. Sota l'administració de Mumford hi va haver un debat públic sobre el paper de la Biblioteca del Congrés com a biblioteca legislativa i Biblioteca Nacional. Pell Claiborne va proposar una sèrie de reformes institucionals: el desenvolupament d'activitats i serveis nacionals, diversos canvis organitzatius que orientarien la biblioteca cap a un paper nacional. Douglas Bryant, bibliotecari de Harvard suggereix canviar el nom de la Biblioteca del Congrés, que Mumford va descriure com «violència indescriptible a la tradició». La Llei de reorganització de 1970 va posar fi al debat. Les funcions legislatives de la biblioteca van canviar amb un èmfasi més gran en la investigació per al Congrés i canviant el nom del Servei de Referència Legislativa a Servei d'Investigació del Congrés.
Gerald Ford va nomenar Daniel J. Boorstin successor de Mumford el 1974. El primer repte de Boorstin va ser el trasllat al nou edifici de Madison de 1980 a 1982. Això permet a Boorstin centrar-se en altres àrees de l'administració, com ara les adquisicions. Aprofitant el creixement continuat del pressupost, dels 116 milions de dòlars el 1975 a més 250 milions de dòlars el 1987, Boorstin participa activament en l'enfortiment dels llaços amb intel·lectuals, autors, editors, funcionaris culturals i la comunitat empresarial. Quan va se'n va anar el 1987, el New York Times va dir que era 
| « | l'intel·lectual més avançat en el domini públic | » |

Ronald Reagan va nomenar James H. Billington tretzè bibliotecari del Congrés el 1987, càrrec que va ocupar fins al 2011. Billington va aprofitar els nous avenços en tecnologia i Internet per enllaçar la biblioteca amb les institucions educatives de tot el país el 1991. El final de la Guerra Freda va permetre desenvolupar relacions amb els països recentment oberts d'Europa de l'Est i ajudar-los a crear les seves pròpies biblioteques parlamentàries. A mitjans de la dècada de 1990, sota el lideratge de Billington, va continuar desenvolupant un «Biblioteca digital nacional», d'una polèmica orientació estratègica global dins la professió. A final de novembre de 2005, la biblioteca va llançar la idea del World Digital Library per a la preservació digital de llibres i altres mitjans de totes les cultures del món.
L'abril de 2010, va començar d'arxivar tota la comunicació pública de Twitter des del llançament el març de 2006.
La Biblioteca del Congrés arxiva més de 400 milions tuits al dia, o 170 mil milions des de la creació d'aquest servei. Tanmateix, aquests tuits encara no estan disponibles públicament: plantegen molts problemes d'emmagatzematge però també de catalogació i indexació. L'ambició d'aquest servei és poder «informar sobre la cultura en què van ser escrits» com els diaris del segle xviii, segons Lee Humphreys, professor de comunicació a la Universitat de Cornell a Washington.

## Edificis de la Biblioteca del Congrés
La Biblioteca del Congrés està constituïda dels tres edificis anteriors i, a més, del centre de conservació a l'àrea rural de Virgínia. Pel que fa als tres edificis (el Thomas Jefferson, el John Adams i el James Madison), tots tres són connectats entre si mitjançant passadissos soterranis; d'aquesta manera els usuaris només han de passar per un únic control de seguretat.

### Edifici Thomas Jefferson
Va ser el primer de tots en ser estrenat l'any 1897. És conegut com a l'Edifici Principal (Main Building), però va prendre el seu nombre actual el 13 de juny del 1980.

### Edifici John Adams
És l'edifici adjacent al Thomas Jefferson. Originalment, es va construir com l'annex de l'edifici Thomas Jefferson. Va començar a admetre públic des del 3 de gener del 1939.

### Edifici James Madison
Va ser construït entre el 1971 i el 1976. Té dues funcions. Serveix com a memorial del president James Madison i alberga el Mary Pickford Theater, on es projecten sovint pel·lícules clàssiques i contemporànies i programes de televisió amb entrada gratuïta.

### Campus Packard per a la conservació audiovisual
És l'edifici més nou (fundat l'any 2007) de tots els que formen part de la Biblioteca del Congrés i es troba a Culpeper a l'estat de Virgínia. Per construir-lo van aprofitar altres edificis: un magatzem de la Reserva Federal i un refugi soterrani de l'època de la Guerra Freda.Porta el nom en honor de David Woodley Packard, l'institut del qual (Packard Humanities Institute) va supervisar el disseny i la construcció de les instal·lacions. S'hi conserven totes les col·leccions audiovisuals. Al centre de l'edifici s'ha construït una reproducció d'un cinema d'estil art déco que projecta pel·lícules amb entrada lliure.

## Col·leccions
La Biblioteca del Congrés avui és una font de recursos incomparable. La col·lecció de més de 168 milions d'ítems inclou més de 39 milions de llibres en el catàleg i altres materials impresos en 470 llengües; més de 72 milions de manuscrits; la col·lecció més grossa de llibres poc coneguts a Amèrica del Nord; i la col·lecció més grossa de materials legals, pel·lícules, mapes, partitures musicals i enregistraments sonors.

## Fons en català
La Biblioteca té més de deu milions de documents en català, des de llibres fins a mapes, passant per partitures o diaris. Els documents en català són distribuïts en quinze sales de lectura i investigació, d'acord amb el format i la temàtica. S'hi poden trobar des de les bibliografies de Jaume Cabré i Quim Monzó fins a una còpia de la Crònica de Ramon Muntaner, escrita entre el 1325 i el 1328, o del primer llibre de Lo Crestià de Francesc d'Eiximenis, escrit entre el 1379 i el 1381. A més de donacions i intercanvis amb universitats catalanes, la Biblioteca del Congrés té un pressupost de més de 250.000 dòlars anuals per adquirir la bibliografia imprescindible de totes les llengües de la península Ibèrica. Dues distribuïdores de llibres de Barcelona són les principals proveïdores del fons català.

## Accés a les estances de la Biblioteca
És oberta als investigadors acadèmics després d'identificar-se i d'obtenir una tarjeta de visitant. Això sí, no poden portar els llibres fora de la sala de lectura o dels edificis on es troben.
La majoria de documents de la col·lecció general (llibres i revistes) es troben a resguard als edificis Jefferson i Adams. D'altres col·leccions especialitzades, tant llibres com altres materials, es troben a resguard als tres edificis principals o emmagatzemats fora del recinte. L'accés a aquestes estances no és permès, excepte amb el personal autoritzat. Només les col·leccions de referència de les sales de lectura estan obertes per a consulta.
A partir del 1902, les biblioteques nord-americanes poden demanar en préstec llibres i altres materials de la Biblioteca del Congrés, sempre que aquests documents no es puguin aconseguir a través d'altres medis i, a més, amb la condició que els usuaris d'aquelles altres biblioteques no puguin portar-se a casa els documents demanats en préstec a la Biblioteca del Congrés.

## Bibliotecaris del Congrés
El càrrec de bibliotecari del Congrés fou creat el 1802. És un càrrec vitalici, atorgat pel President dels Estats Units, a instàncies i amb l'acord del Senat. La següent és una llista dels bibliotecaris del Congrés: La darrera persona que ocupa aquest càrrec, des del 30 de setembre de 2015, és David S. Mao.

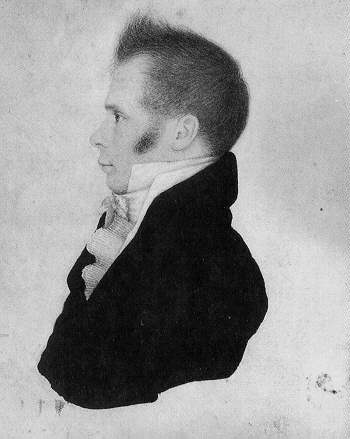
George Watterston (1815–1829)
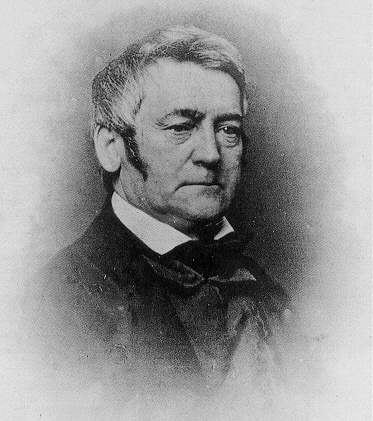
John Silva Meehan (1829–1861)
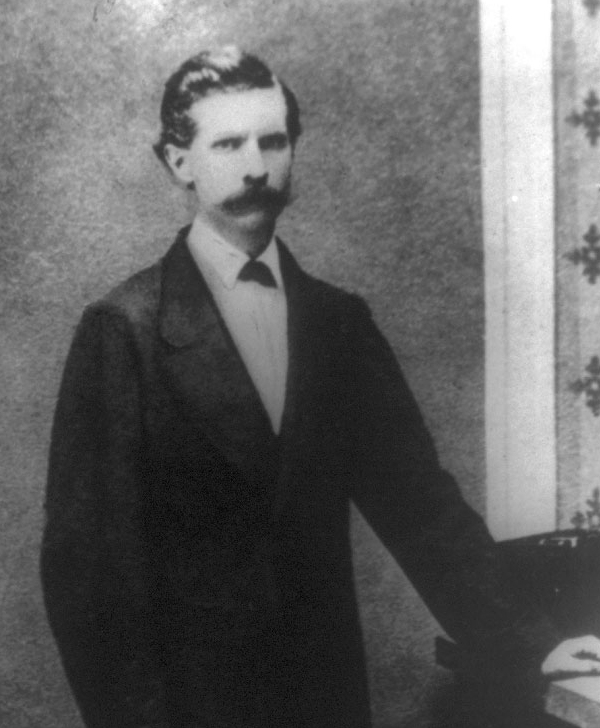
John Gould Stephenson (1861–1864)
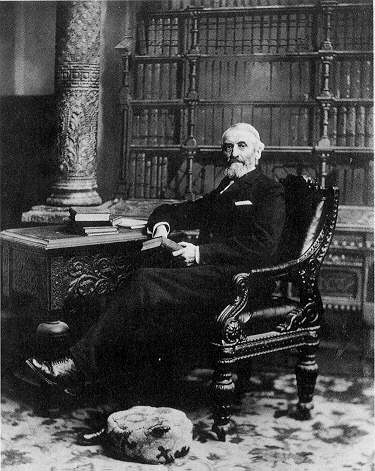
Ainsworth Rand Spofford (1864–1897)
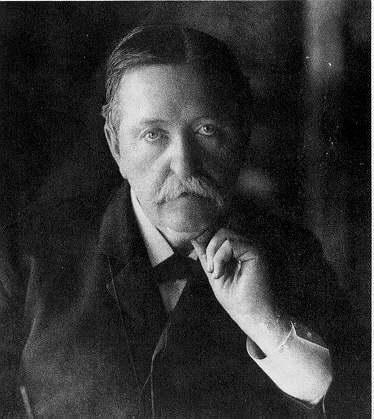
John Russell Young (1897–1899)
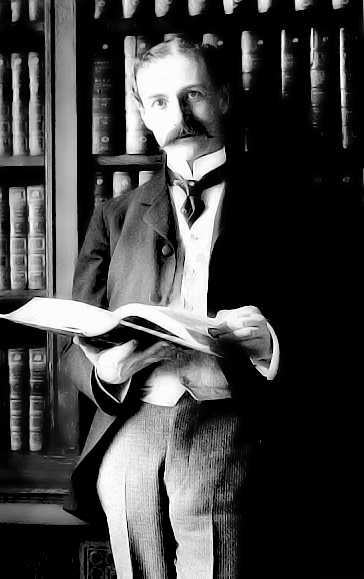
Herbert Putnam (1899–1939)
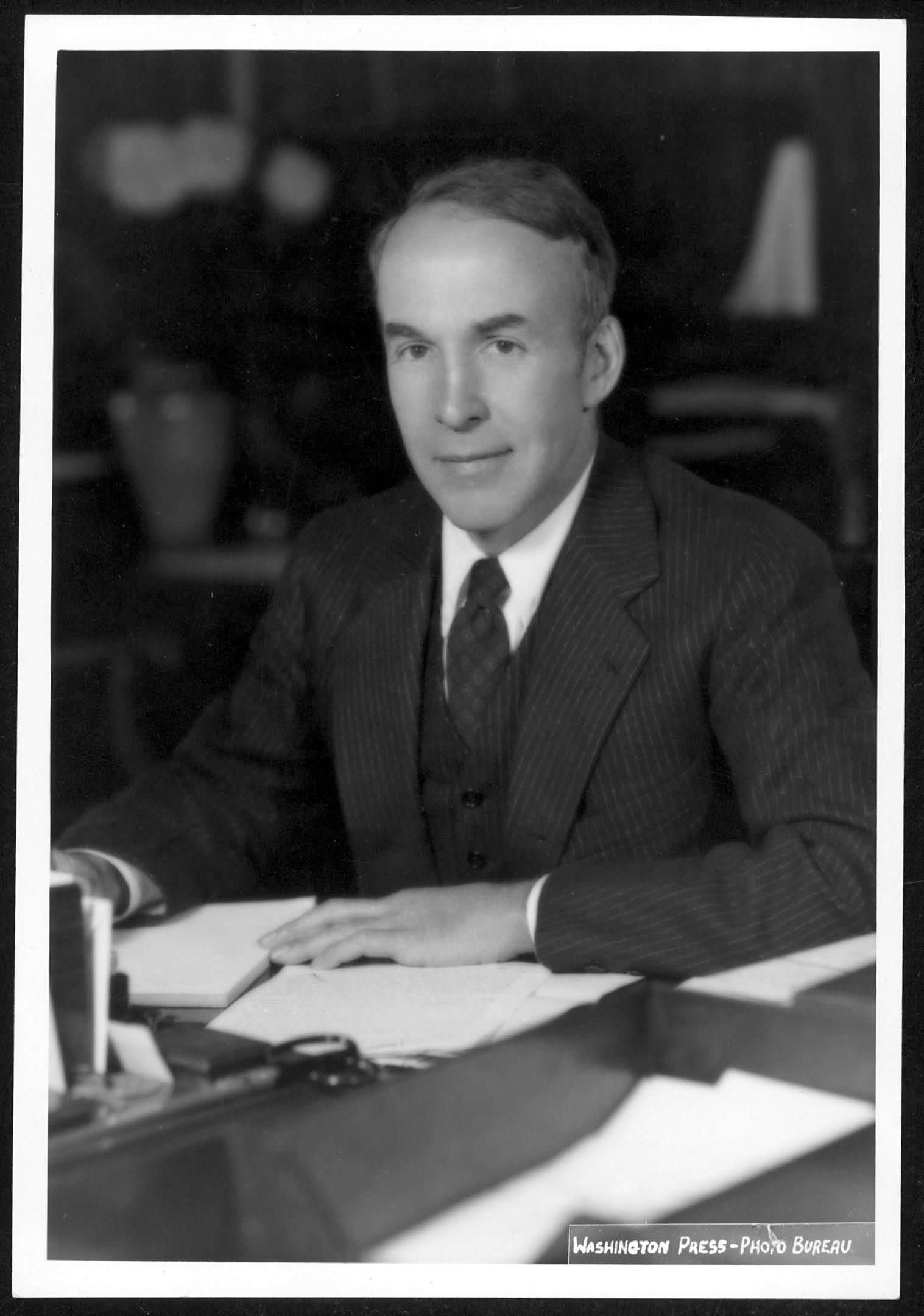
Archibald MacLeish (1939–1944)
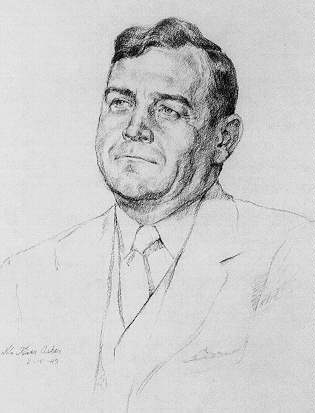
Luther H. Evans (1945–1953)
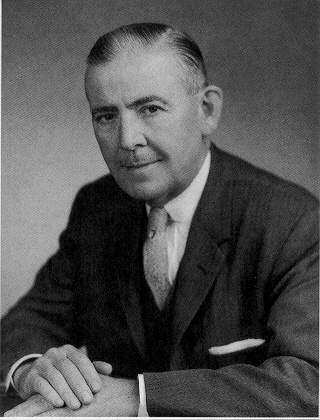
Lawrence Quincy Mumford (1954–1974)
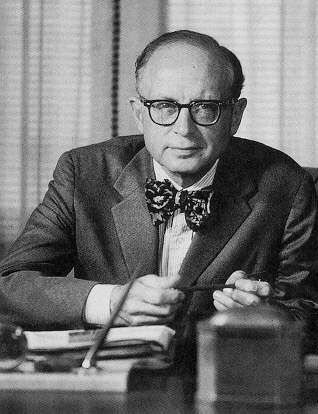
Daniel J. Boorstin (1975–1987)
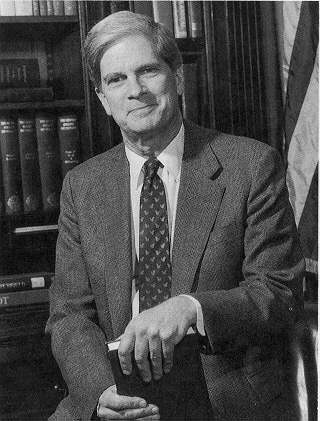
James Hadley Billington (1987–2015)
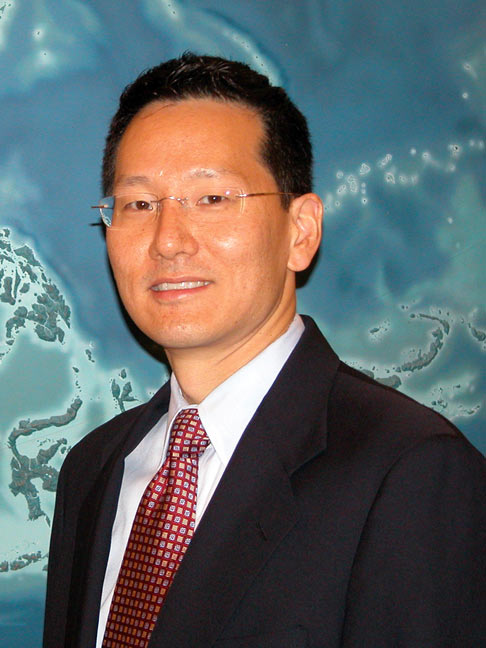
David S. Mao (2015–)